# Hamann Motorsport

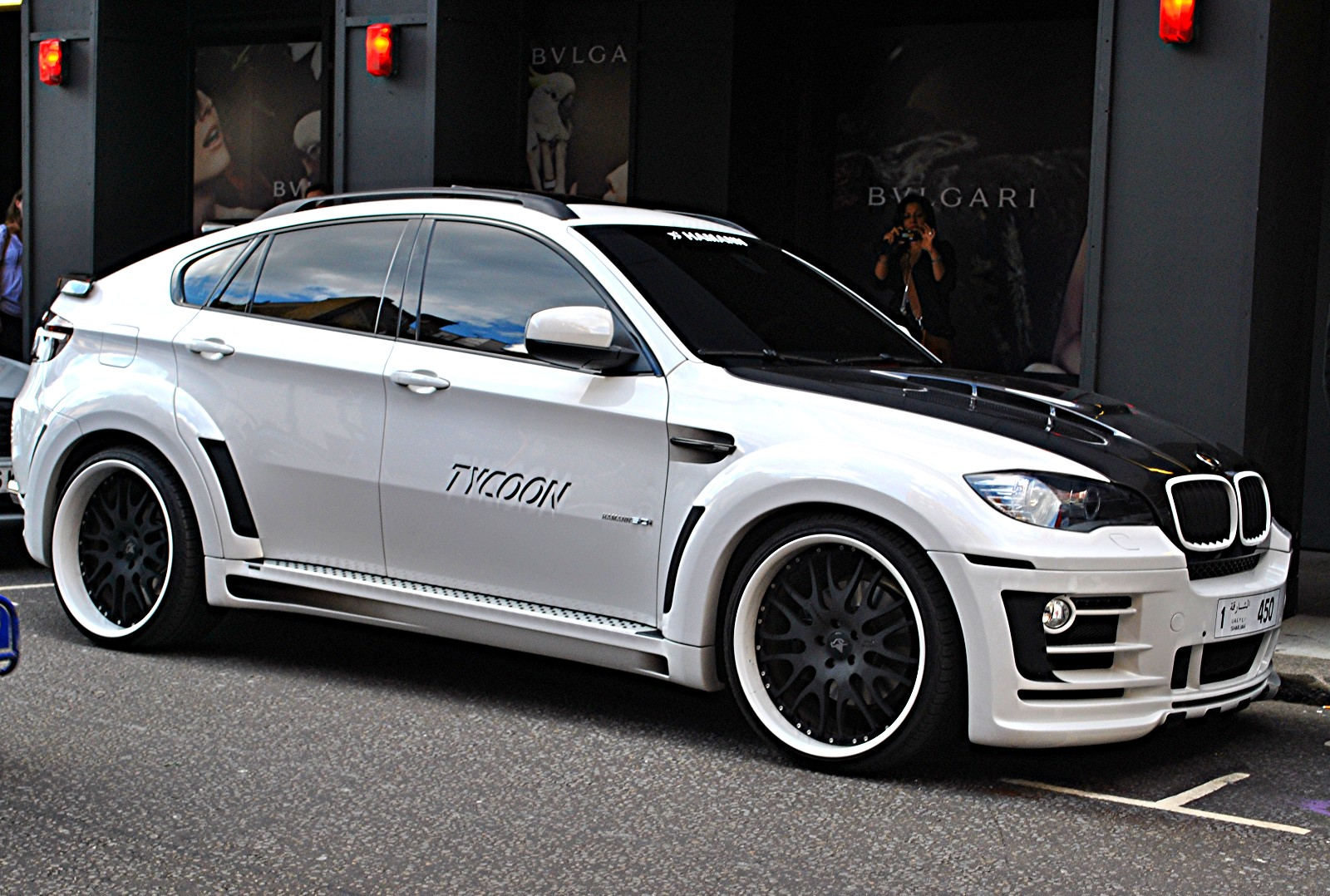
BMW X6 tunat de Hamann Motorsport, fotografiat în Londra

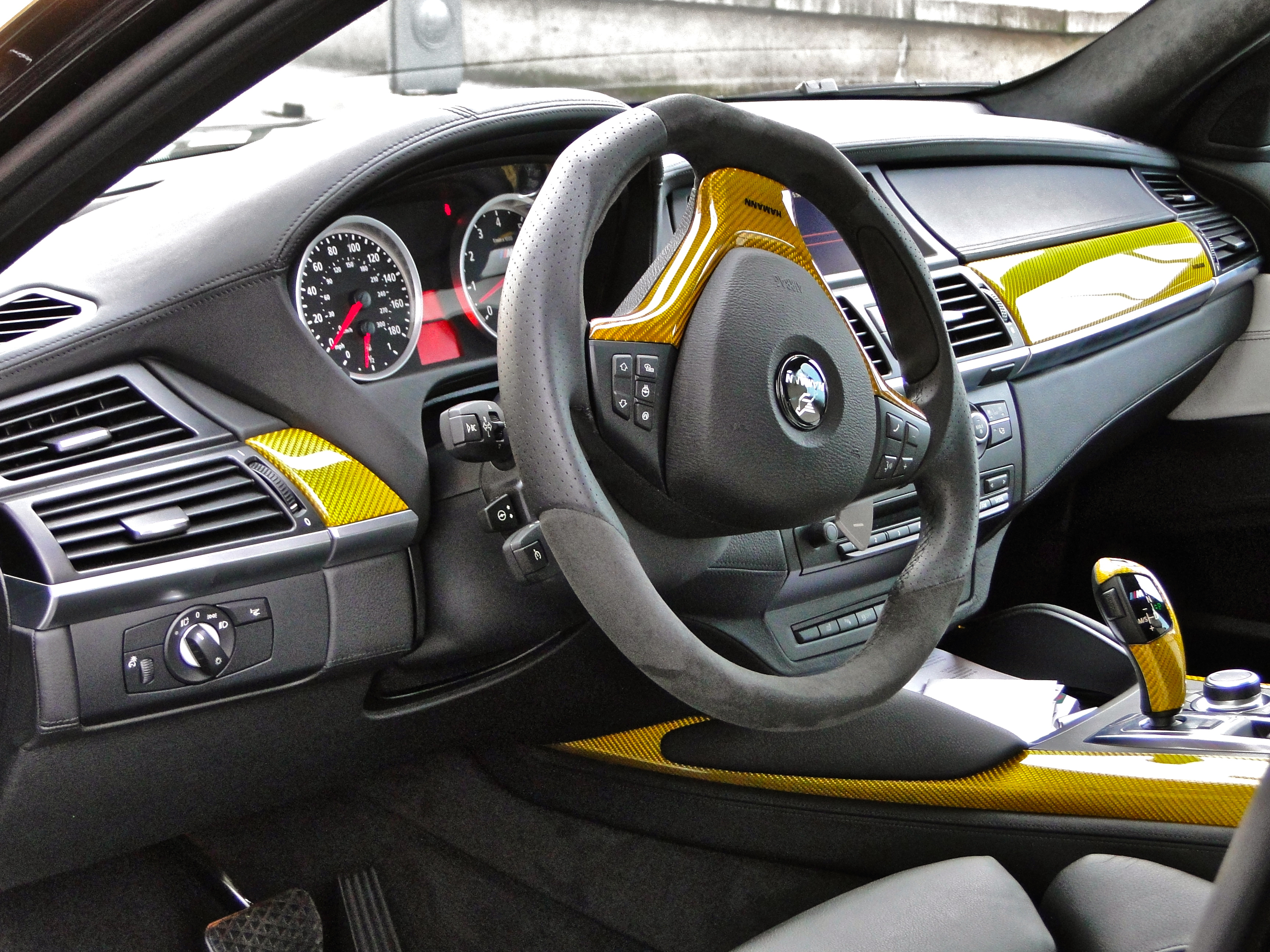
Interiorul unui BMW X6 M preparat de Hamann, fotografiat în Franța

Hamann Motorsport GmbH este o companie germană de tuning cu sediul în Laupheim. Este specializată în mașinile Audi, Aston Martin, Bentley, BMW, Mini, Ferrari, Fiat, Jaguar, Land Rover, Maserati, Mercedes, Rolls Royce, Porsche și Lamborghini. Hamann Motorsport a fost fondat de Richard Hamann în anul 1986. Compania a fost fondată inițial doar pentru a lucra cu mașini fabricate în Germania, în special BMW, dar de atunci și-a extins activitatea sa și la alte companii producătoare de autoturisme, cum ar fi: Lamborghini, Porsche, Aston Martin și Ferrari. De asemenea creează și mașini unicat.